# Attila cinnamomeus
L'attila color cannella (Attila cinnamomeus (Gmelin, 1789) è un uccello della famiglia Tyrannidae.

## Distribuzione e habitat
Vive nel Sudamerica settentrionale: bacino amazzonico del Brasile, Colombia, Venezuela, Guyana, Suriname, Guiana francese, Ecuador, Perù e Bolivia.
Il suo habitat naturale sono le paludi tropicali e subtropicali.